# Antrocephalus melitarae
Antrocephalus melitarae är en stekelart som först beskrevs av Girault 1925.  Antrocephalus melitarae ingår i släktet Antrocephalus och familjen bredlårsteklar. Inga underarter finns listade i Catalogue of Life.